# Gun (planche de surf)
Pour les articles homonymes, voir Gun.
Le gun (littéralement « fusil ») est une planche utilisée pour le surf de grosses vagues. Elle est de taille assez grande, généralement comprise entre 2,44 et 3,05 m, on l'appelle aussi pipeliner.

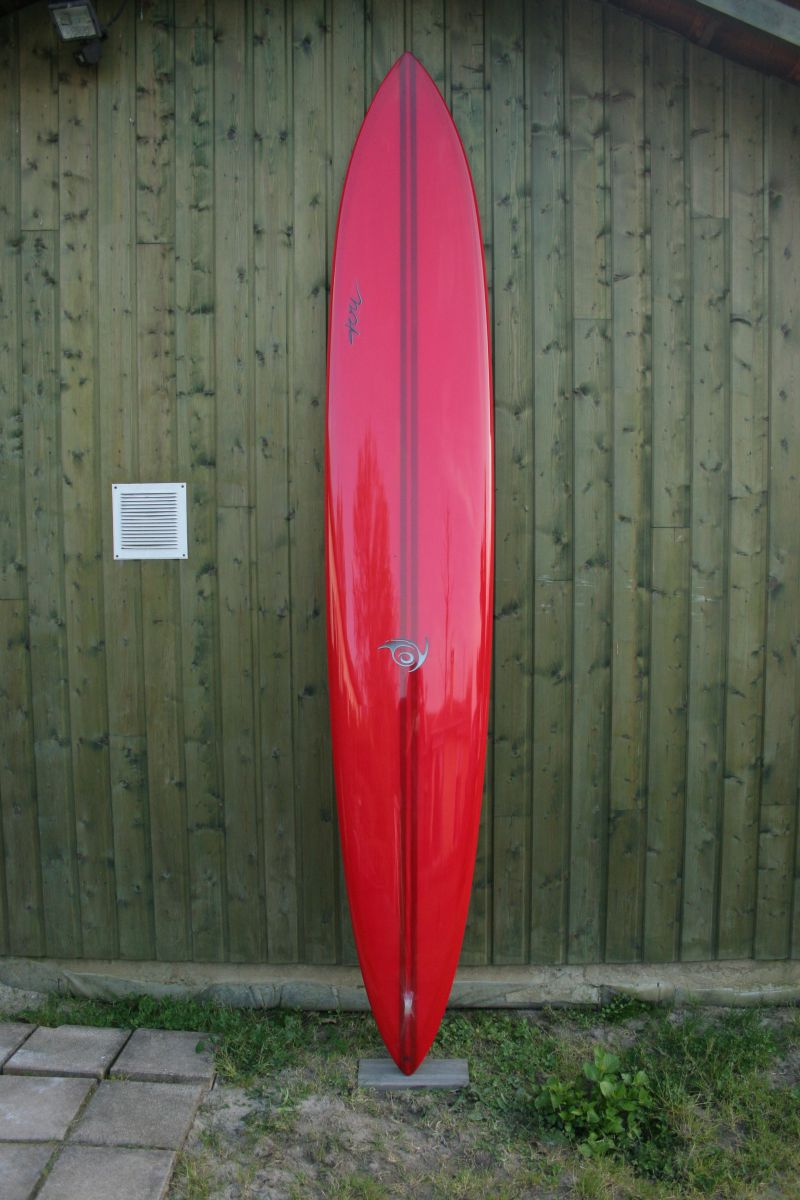
Un gun de 3,20 m

## La petite histoire
Joe Quigg, surfeur shaper des années 1960, fabriqua pour Charles "Buzzy" Trent (précurseur du surf de grosses vagues), une planche très effilée, de 3,66 m de long et 48 cm de large, Buzzy l'appela son elephant gun (son « fusil à éléphants »). Buzzy Trent aimait dire, « Tu ne chasserais pas des éléphants avec un fusil à plomb », d'où le mot gun. La version originale de la phrase serait selon d'autres sources : Would you use a BB gun to hunt elephants?

## De la rame au moteur
Certains surfeurs, dont Laird Hamilton, à la recherche de vagues toujours plus grosses, ont mis au point de nouvelles techniques afin de pouvoir surfer des vagues jusqu'alors inaccessibles pour l'homme.
Un des problèmes pour ce genre de surf, c'est qu'il fallait acquérir suffisamment de vitesse pour rattraper la pente de la vague, la solution a donc été de se faire tracter par des bateaux pneumatiques de type Zodiac. Maintenant, les jet skis ont pris la place des pneumatiques, car ils sont beaucoup plus maniables et permettent d'intervenir rapidement en cas de chute. Les surfeurs utilisent des planches de surf beaucoup plus courtes que les guns traditionnels et aussi beaucoup plus lourdes, afin de gagner en inertie.
C'est ainsi qu'est né le tow-in ou surf tracté.

## Les spots de grosses vagues
Attention : cette liste non exhaustive, ne référence que certains spots, certains ne marchent que par grosse houle, tandis que d'autres peuvent aussi fonctionner à « petite taille ».
- Afrique du sud
  - Dungeons

- - Asie du sud-est
- L'ile de Java

- France
  - Belharra ou Mammouth
  - Avalanche
  - Les Alcyons
  - Parlementia
  - La Nord

- Hawaii
  - Jaws
  - Makaha
  - Pipeline
  - Sunset
  - Waimea

- Mexique
  - Puerto Escondido

- États-Unis
  - Cortes Bank
  - Ghost Tree
  - Maverick
  - Todos Santos

- Madère
  - Jardim Do Mar

- Tahiti
  - Teahupoo

- Ile de la Réunion
  - La Folette